# David Pichler (Wasserspringer)
David Pichler (* 3. September 1968 in Butler, Pennsylvania) ist ein US-amerikanischer Wasserspringer.

## Leben
Pichler besuchte die Butler Area Senior High School in Pennsylvania und studierte an der Ohio State University.
Gemeinsam mit Mark Ruiz gewann er im Synchronspringen vom 10-Meter-Turm den FINA-USA Diving Grand Prix im Mai 2000.
Pichler nahm an den Olympischen Sommerspielen 1996, wo er im Turmspringen den 6. Platz erreichte, und an den Olympischen Sommerspielen 2000 im Wasserspringen teil, wo er vom 3-Meter-Brett im Synchronspringen den 4. Platz erreichte. Pichler outete sich 1996 als homosexuell.